# Dmitrij Strutynski
Dmitrij Andriejewicz Strutynski (ros. Дмитрий Андреевич Струтынский, ur. 11 listopada 1979 w Moskwie) – rosyjski piłkarz i piłkarz plażowy grający na pozycji środkowego obrońcy. Były reprezentant Rosji w piłce nożnej plażowej. Mistrz Sportu Rosji.
Uczestnik mistrzostw świata w piłce plażowej 2007 oraz 2009.
Obecnie pełni rolę dyrektora generalnego w klubie Strogino Moskwa.